# حسن‌آباد مهرابجان
حسن‌آباد مهرابجان روستایی در دهستان زیدآباد بخش زیدآباد شهرستان سیرجان استان کرمان ایران است.

## جمعیت
بر پایه سرشماری عمومی نفوس و مسکن در سال ۱۳۹۵ جمعیت این مکان ۱۶۱ نفر (۵۲خانوار) بوده‌است.